# Sekvestrace uhlíku

Schéma znázorňující geologickou i biologickou sekvestraci přebytečného oxidu uhličitého v atmosféře vypouštěného lidskou činností.

Sekvestrace uhlíku (neboli ukládání uhlíku) je proces ukládání uhlíku do propadů uhlíku.:s.2248 Sekvestrace uhlíku je přirozeně probíhající proces, ale lze ji také posílit nebo dosáhnout pomocí technologie, například v rámci projektů zachycování a ukládání uhlíku. Existují dva hlavní typy sekvestrace uhlíku: geologická a biologická (nazývaná také biosekvestrace).
Oxid uhličitý (CO2) je přirozeně zachycován z atmosféry prostřednictvím biologických, chemických a fyzikálních procesů. Tyto změny lze urychlit změnami ve využívání půdy a zemědělských postupech, například přeměnou obdělávané půdy na půdu pro nezemědělské rychle rostoucí rostliny. Pro dosažení podobných účinků byly vymyšleny umělé procesy, včetně rozsáhlého umělého zachycování a sekvestrace průmyslově produkovaného CO2 pomocí podpovrchových slaných vodonosných vrstev nebo bývalých ropných polí. Mezi další technologie, které pracují se sekvestrací uhlíku, patří bioenergie se zachycováním a ukládáním uhlíku, biouhel, zvýšené zvětrávání, přímé zachycování a sekvestrace uhlíku ve vzduchu (DACCS).
Lesy, chaluhový les a další formy rostlin pohlcují při svém růstu oxid uhličitý ze vzduchu a vážou ho do biomasy. Tato biologická úložiště jsou však považována za nestálé úložiště uhlíku, protože dlouhodobou sekvestraci nelze zaručit. Například přírodní události, jako jsou lesní požáry nebo nemoci, ekonomické tlaky a měnící se politické priority mohou vést k tomu, že se zachycený uhlík uvolní zpět do atmosféry. Oxid uhličitý, který byl odstraněn z atmosféry, lze také uložit do zemské kůry jeho vtlačováním do podzemí nebo ve formě nerozpustných uhličitanových solí (minerální sekvestrace). Tyto metody jsou považovány za nevolatilní, protože odstraňují uhlík z atmosféry a sekvestrují ho na neurčito a pravděpodobně na značně dlouhou dobu (tisíce až miliony let).  A jen metody ukládání na tisíce let jsou efektivně použitelné.
Pro posílení procesů sekvestrace uhlíku v oceánech byly navrženy různé technologie, ale žádná z nich zatím nedosáhla rozsáhlého uplatnění: V současné době se v mořích pěstují mořské řasy, zkouší se hnojení oceánů, umělé vzdouvání, ukládání v čedičích, mineralizace a hlubokomořské sedimenty, přidávání zásad k neutralizaci kyselin. Myšlenka přímého hlubokomořského vstřikování oxidu uhličitého byla opuštěna.

## Terminologie
Termín sekvestrace uhlíku se v literatuře a médiích používá v různých významech. Šestá hodnotící zpráva IPCC jej definuje jako „proces ukládání uhlíku do zásobníku uhlíku“:s.2248 Následně je propad definován jako „zásobník v zemském systému, kde se prvky, jako je uhlík a dusík, na určitou dobu usadí v různých chemických formách“.:s.2244
Geologická služba Spojených států (USGS) definuje sekvestraci uhlíku následovně: „Sekvestrace uhlíku je proces zachycování a ukládání atmosférického oxidu uhličitého.“ Proto se někdy v médiích stírá rozdíl mezi sekvestrací uhlíku a zachycováním a ukládáním uhlíku (CCS). IPCC však CCS definuje jako „proces, při kterém se relativně čistý proud oxidu uhličitého (CO2) z průmyslových zdrojů odděluje, zpracovává a přepravuje na místo dlouhodobého ukládání“.:s.2221
CCS je tedy technologická aplikace, která využívá techniky umělého ukládání uhlíku.

### Historie pojmu (etymologie)
Termín sekvestrace vychází z latinského sequestrare, což znamená odložit nebo vzdát se. Je odvozen od slova sequester, což je depozitář nebo správce, ten, do jehož rukou byla sporná věc uložena, dokud nebyl spor vyřešen. V angličtině „sequestered“ znamená oddělený nebo stažený.
V právu je sekvestrace úkon, kterým se na základě soudního řízení něco odejme, oddělí nebo zabaví z vlastnictví vlastníka ve prospěch věřitelů nebo státu.

## Role

### V přírodě
Sekvestrace uhlíku je součástí přirozeného koloběhu uhlíku, při kterém dochází k jeho výměně mezi biosférou, pedosférou, geosférou, hydrosférou a atmosférou Země.
Oxid uhličitý je přirozeně zachycován z atmosféry prostřednictvím biologických, chemických nebo fyzikálních procesů.

### Při zmírňování klimatických změn
Sekvestrace uhlíku – pokud funguje jako úložiště uhlíku – pomáhá zmírňovat změnu klimatu, a tím snižovat škodlivé účinky změny klimatu. Pomáhá zpomalit hromadění skleníkových plynů v atmosféře a mořích, které se uvolňují při spalování fosilních paliv a průmyslové živočišné výrobě[.
Sekvestrace uhlíku, pokud se používá pro zmírnění změny klimatu, může buď stavět na posílení přirozeně se vyskytující sekvestrace uhlíku, nebo použitím umělých procesů sekvestrace uhlíku.
V rámci přístupů k zachycování a ukládání uhlíku se sekvestrace uhlíku vztahuje ke složce „ukládání“. Zde se uplatňují technologie umělého ukládání uhlíku, jako je plynné ukládání v hlubokých geologických formacích (včetně slaných formací a vyčerpaných plynových polí) a ukládání v pevném stavu reakcí CO2 s oxidy kovů za vzniku stabilních uhličitanů.
Aby mohl být uhlík zachycen uměle (tj. bez využití přirozených procesů koloběhu uhlíku), musí být nejprve zachycen, nebo musí být výrazně zpožděno či zabráněno jeho opětovnému uvolnění do atmosféry (spalováním, rozkladem atd.) z existujícího materiálu bohatého na uhlík tím, že bude začleněn do trvalého využití (např. ve stavebnictví). Poté může být pasivně skladován nebo může zůstat produktivně využit v průběhu času různými způsoby. Například po vytěžení může být dřevo (jako materiál bohatý na uhlík) začleněno do stavebnictví nebo řady jiných trvanlivých výrobků, čímž se jeho uhlík ukládá po léta nebo dokonce staletí.

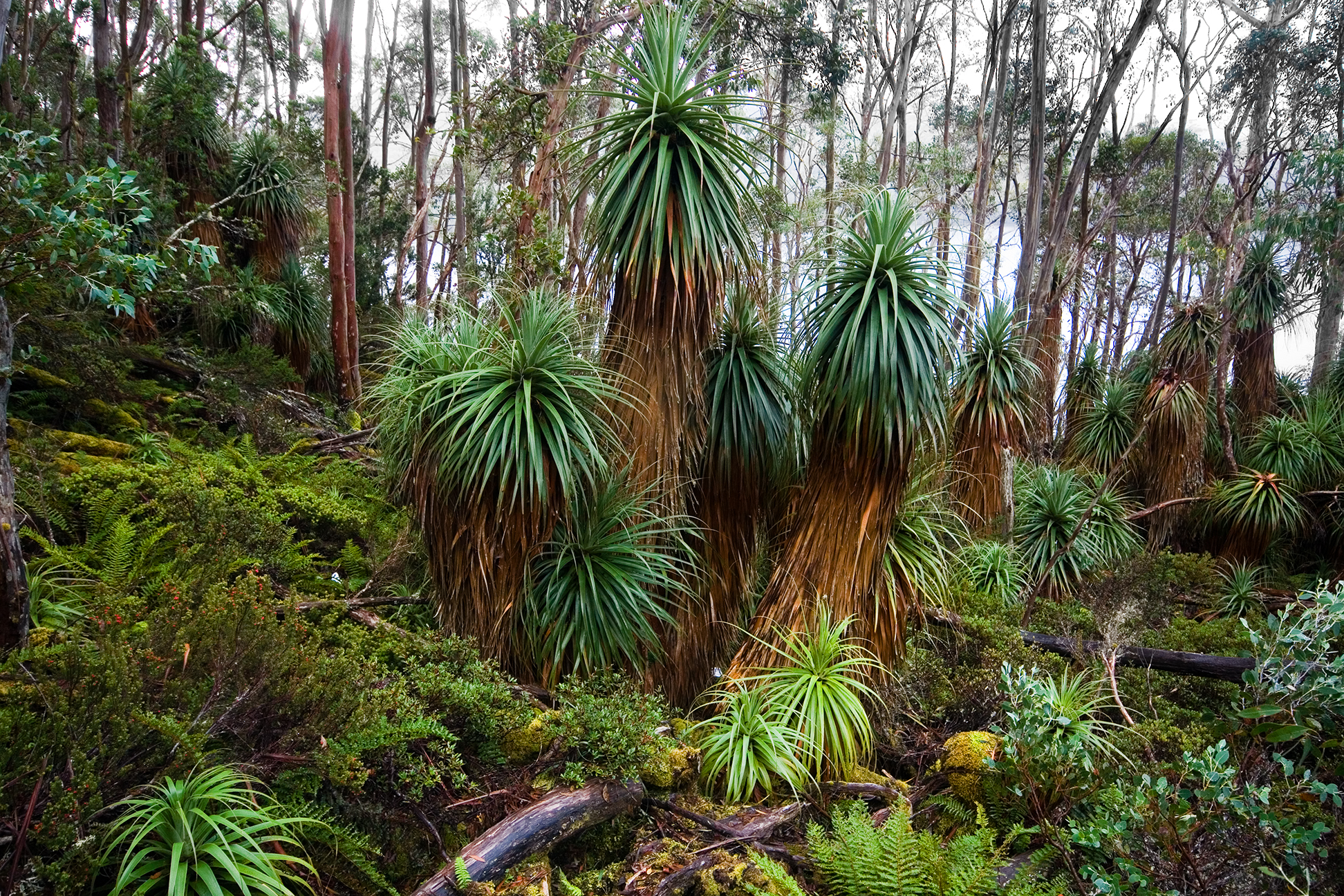
Znovuzalesňování a omezování odlesňování může zvýšit sekvestraci uhlíku několika způsoby. Pandani (Richea pandanifolia) u jezera Dobson, Národní park Mount Field, Tasmánie, Austrálie.

## Biologická sekvestrace uhlíku v půdě
Biologická sekvestrace uhlíku (nazývaná také biosekvestrace) je zachycování a ukládání atmosférického skleníkového plynu oxidu uhličitého kontinuálními nebo zesílenými biologickými procesy. K této formě sekvestrace uhlíku dochází díky zvýšené míře fotosyntézy prostřednictvím postupů využívání půdy, jako je zalesňování a udržitelné obhospodařování lesů. Změny ve využívání půdy, které zvyšují přirozené zachycování uhlíku, mají potenciál zachytit a uložit velké množství oxidu uhličitého ročně. Patří mezi ně zachování, správa a obnova ekosystémů, jako jsou lesy, rašeliniště, mokřady a travnaté plochy, a dále metody zachycování uhlíku v zemědělství.
Existují metody a postupy, jak zvýšit sekvestraci uhlíku v půdě jak v zemědělství, tak v lesnictví.

### Související stránky
- Uhlíkový rozpočet